# Nikolaï Bobrikov
Nikolaï Ivanovitch Bobrikov, né le 15 du calendrier julien ou le 27 du calendrier grégorien janvier 1839 à Strelna et mort assassiné le 4 ou le 17 juin 1904, toujours selon le calendrier choisi, à Helsingfors, est un général et homme politique de l'Empire russe. Il fut de 1898 à sa mort gouverneur général du grand-duché de Finlande.

## Biographie
Bobrikov entre en 1858 dans l'armée impériale russe. Il sert au début dans le district militaire de Kazan, puis il est à l'état-major de division de Novgorod et il est nommé colonel. Il est affecté en 1870 à Saint-Pétersbourg où il entre à la Garde impériale. Il remplit des fonctions militaires à la cour et se distingue par sa loyauté politique. En 1878, il participe à la campagne de libération des Balkans et il est nommé major-général. Il est à la tête du district militaire de Saint-Pétersbourg en 1883.

### Gouverneur général
L'empereur Nicolas II le nomme gouverneur général du grand-duché de Finlande en 1898. Un an plus tard, le tsar abolit le système de coopération institué par Alexandre Ier en signant le manifeste de février (15 février 1899) par lequel les lois de l'Empire prévalent désormais sur les lois du grand-duché, ce qui provoque des manifestations d'hostilité d'envergure envers Saint-Pétersbourg. Bobrikov signe en plus des décrets quelques mois plus tard imposant l'usage plus répandu de la langue russe dans l'administration et le système éducatif. L'armée finlandaise est abolie en 1901 et les conscrits originaires du grand-duché sont tenus de servir n'importe où dans l'empire et plus seulement en Finlande. Seulement 42 % des conscrits de la classe 1902 se présentent aux conseils de révision, si bien que finalement la conscription est abolie en Finlande, car ses sujets sont considérés comme peu fiables. En 1903, Bobrikov renforce la censure de la presse et interdit la publication de certains journaux, tout en limitant la liberté de réunion. Toutes ces mesures finissent par faire détester Bobrikov de la population. Il est assassiné dans le vestibule du Sénat d'Helsingfors le 17 juin 1904 de trois coups de revolver par Eugen Schauman qui retourne son arme contre lui. Schauman meurt de ses blessures dans la nuit à l'hôpital et Bobrikov le lendemain.
Le prince Obolensky lui succède, mais c'est le successeur de ce dernier, Nikolaï Nikolaïevitch Gerhard, qui parvient à ramener le calme en favorisant des réformes libérales.

## Famille
Nikolaï Bobrikov épouse en 1867 à Kazan Olga Petrovna Leontieva qui lui donne cinq enfants. Devenu veuf, il épouse en secondes noces en 1895 Elisabeth Staël von Holstein (fille de général) dont il a une fille.
Son domaine se situe dans le gouvernement de Novgorod. Il y commande une église dédiée à l'Intercession à l'architecte Alfred Parland.